# Iris Pessey
Iris Pessey (* 5. Juni 1992) ist eine französische Ultra- und auf Skyrunning spezialisierte Bergläuferin. Sie gewann bei der Winter-Universiade 2015 die Bronzemedaille in der 3 × 5-km-Staffel und bei den Skyrunning-Weltmeisterschaften 2020 die Bronzemedaille im Vertical Kilometer.

## Werdegang
Iris Pessey wuchs in einer sportlichen Familie auf, die sich für Fallschirmspringen begeisterte. Im Gegensatz zu ihrem Bruder Oscar, der diesen Sport weiterhin betreibt, begann sie mit dem Skilanglauf.
Am 2. Februar 2014 errang sie ihren ersten Erfolg bei einem Skimarathon, als sie beim Marche Grand-Paradis konkurrenzlos gewann, da ihre designierte Rivalin Elisa Brocard sich im letzten Moment für den kurzen Wettkampf entschieden hatte. Während ihres Sommertrainings entdeckte sie die Disziplin des Vertical Kilometer. Sie wurde unter anderem Zweite in Manigod hinter der Spezialistin dieser Disziplin, Christel Dewalle.
Sie nahm an der Winter-Universiade 2015 in Štrbské Pleso teil, wo sie zusammen mit Julia Devaux und Marion Buillet in der 3 × 5-km-Staffel die Bronzemedaille gewann.
Im Sommer 2019 stellte sie ihr Talent in der Disziplin des Vertical Kilometer unter Beweis. Am 16. Juni gewann sie bei den französischen Meisterschaften im Vertical Kilometer in Vallouise zwischen den Spezialistinnen Christel Dewalle und Jessica Pardin die Silbermedaille. Eine Woche später startete sie bei der ersten Ausgabe des AMA VK2, einem doppelten Vertical Kilometer an den Hängen des Monte Rosa. Sie gewann in 2 Stunden 5 Minuten 36 Sekunden und schlug damit knapp die Italienerin Corinna Ghirardi.
Am 25. August besiegte sie in Australien die lokale Favoritin Aimee Watson und gewann nach mehreren Podiumsplätzen in den Vorjahren den Kangaroo Hoppet.
Im April 2021 gewann sie den 50 Kilometer langen Fossavatn Ski Marathon, zwei Tage nachdem sie den 25 Kilometer langen Kurzlauf für sich entschieden hatte. Am 9. Juli startete sie bei den Skyrunning-Weltmeisterschaften in La Vall de Boí im Rennen um den Vertical Kilometer. Sie ließ die Favoritinnen Marcela Vašínová und Oihana Kortazar an der Spitze ziehen, lief ein starkes Rennen und gewann die Bronzemedaille.
Sie startet für das Scott Sports Team und arbeitet als Trainerin des Junior Teams der britischen Biathlonmannschaft.

## Sportliche Erfolge (Auswahl)
Skilanglauf:
2013
- Transjurassienne: 3. Platz

2014
- Marche Grand-Paradis: 1. Platz

2015
- Winter-Universiade: 29. Platz 5 km, 6. Platz 15 km, Bronzemedaille 3 × 5 km, 16. Platz Sprint Mixed-Team

2017
- Kangaroo Hoppet: 3. Platz

2018
- Kangaroo Hoppet: 2. Platz

2019
- Kangaroo Hoppet: 1. Platz
- Arctic Circle Race (160 km): 1. Platz

2020
- Dolomitenlauf: 2. Platz

2021
- Fossavatn Ski Marathon: 1. Platz[5]

2023
- Arctic Circle Race (160 km): 1. Platz[6]

Skyrunning:
2014 + 2015
- Vertical Kilometer Manigod: 2. Platz

2018
- Vertical-Race Lac d'Annecy: 1. Platz, Short-Race Lac'Annecy (16 km): 1. Platz
- Marathon du Mont Blanc, Vertical Kilometer: 3. Platz

2019
- Short-Race Lac d'Annecy (16 km): 3. Platz[7]
- Vertical Kilometer Vallouise, französische Meisterschaften: 2. Platz
- AMA VK2 (11 km): 1. Platz
- Marathon du Mont Blanc, Vertical Kilometer: 2. Platz[8]
- Pierra Menta été (70 km): 3. Platz

2020
- SkyRace des Matheysins (25 km): 3. Platz

2021
- AMA VK2 (11 km): 3. Platz
- Marathon du Mont Blanc, Vertical Kilometer: 3. Platz
- Skyrunning-Weltmeisterschaften, Vertical Kilometer: 3. Platz
- SkyRace Comapedrosa (24 km; Skyrunner World Series): 2. Platz
- Vertical Kilometer Manigod: 1. Platz
- Matterhorn Ultraks Extreme (25 km; Skyrunner World Series): 3. Platz, Vertical: 2. Platz

2022
- SkyRace des Matheysins (25 km; Skyrunner World Series): 2. Platz
- Hochkönig SkyRace (32 km; Skyrunner World Series): 3. Platz
- SkyRace Comapedrosa (24 km; Skyrunner World Series): 3. Platz
- Matterhorn Ultraks Extreme (25 km; Skyrunner World Series): 2. Platz, Vertinight: 2. Platz

2023
- Calamorro Skyrace (27 km; Skyrunner World Series): 1. Platz
- Hochkönig Skyrace (34 km; Skyrunner World Series): 1. Platz[9]